# Grimså
Grimså (dansk) eller Grimsau (tysk) er et vandløb i det nordøstlige Angel i Sydslesvig i den nordtyske delstat Slesvig-Holsten. 
Åen udspringer ved Ulvegrav (Ulegaff) / Grisgaard (Griesgaard) øst for Eskeris og munder efter 13 km nord for Kappel ud i Slien. Den snoede å passerer Skorrehøj (Schorrehy), Skørdrup (Schörderup), Stoltebøl, Fuglsang og Studebøl inden den ved Grimsnæs munder ud i Slien. Den nederste del omtales også for Grimsnæs Å. Åen har tilløb Ørsbjerg Grav, Sandbæk (Møllebæk) og et lille tilløb fra Drølt Skov, som munder ved Tækkerhuset ind i åen. Grimsåen danner på en strækning grænsen mellem Stoltebøl og Ravnholt kommuner.
Grimså (Grimsaa) er første gang nævnt 1844. Forleddet i nærliggende Grimsnæs er personnavnet Grim, afledt af det oldnordiske ord grima, som direkte oversat betyder maske, delvis brugt for skibets dragehoved. Den i 1886 byggede træbro over åen ved Grimsnæs blev i 1924 erstattet af en betonbro. Med etableringen af nordvejen (forbundsvejen B 199) mellem Kappel og Flensborg kom der en dæmning til. 